# Meedhoo (Raa atoll)
Meedhoo är en ö i Maldiverna. Den ligger i den norra delen av landet, 155 km norr om huvudstaden Malé. Geografiskt är den en del av Norra Maalhosmadulu atoll och tillhör administrativt Raa atoll. 